# 琉球銀行
琉球銀行（日语：りゅうきゅうぎんこう；英语：Bank of The Ryukyus, Limited，東證1部：8399），是日本沖繩縣的地方銀行，總部設在沖縄県那覇市久茂地1丁目11番1号。1966年總部遷移到現址，現共有59個分支機構，15個分公司。由美国占领军在1948年5月1日下令成立。1983年首次公开募股，在東京證券交易所上市。

## 悠遊卡跨境支付
琉球銀行是悠遊卡台日跨境小額支付在沖繩的合作夥伴。

## 外部連結
- 琉球銀行官方網頁 （页面存档备份，存于）